# Зграда у ул. Голубачки трг 3 у Голупцу
Зграда у ул. Голубачки трг 3 (некадашња улица Вељка Дугошевића 102) у Голупцу, изграђена је 1890/1891. године, у трговачко-занатлијској улици „Стара чаршија”, где су градили имућнији голубачки трговци, занатлије и угоститељи.
Зграда је подигнута за потребе становања трговца Алексе Поповића и припада градској архитектури с краја 19. века, касније претворена у пословни простор.

## Архитектура
Кућа је грађена од тврдог материјала, са подрумом и темељима од тесаних правоугаоних камених квадера висине 1,5m. Горњи део куће је од опеке, са кровом на две воде, покривеним бибер-црепом. На левој страни куће налази се велики колски улаз са аркадом, а на уличној фасади је шест двокрилних прозора са аркадама и богатом орнаментиком изнад и испод прозора. На крову се налазе зидани украси и скулптура косца са косом у руци, у природној величини.
Као грађевина градитељског наслеђа, с обзиром на њене културно-историјске вредности, одлуком СО Голубац зграда је проглашена спомеником културе. У њој се сада налази Земљорадничка задруга.